# Pilangsari (Jatitujuh)
Pilangsari is een bestuurslaag in het regentschap Majalengka van de provincie West-Java, Indonesië. Pilangsari telt 4693 inwoners (volkstelling 2010).